# Comuna Valu lui Traian, Constanța
Valu lui Traian este o comună în județul Constanța, Dobrogea, România, formată numai din satul de reședință cu același nume.

## Demografie
Componența etnică a comunei Valu lui Traian
     Români (74,14%)
     Tătari (6,61%)
     Turci (1,43%)
     Romi (1,25%)
     Alte etnii (0,39%)
     Necunoscută (16,19%)
Componența confesională a comunei Valu lui Traian
     Ortodocși (71,64%)
     Musulmani (8,52%)
     Alte religii (2,2%)
     Necunoscută (17,65%)
Conform recensământului efectuat în 2021, populația comunei Valu lui Traian se ridică la 16.617 locuitori, în creștere față de recensământul anterior din 2011, când fuseseră înregistrați 12.376 de locuitori. Majoritatea locuitorilor sunt români (74,14%), cu minorități de tătari (6,61%), turci (1,43%) și romi (1,25%), iar pentru 16,19% nu se cunoaște apartenența etnică. Din punct de vedere confesional, majoritatea locuitorilor sunt ortodocși (71,64%), cu o minoritate de musulmani (8,52%), iar pentru 17,65% nu se cunoaște apartenența confesională.

## Politică și administrație
Comuna Valu lui Traian este administrată de un primar și un consiliu local compus din 17 consilieri. Primarul, Iulia-Claudia Iurea[*], de la Partidul Național Liberal, este în funcție din 1 noiembrie 2024. Începând cu alegerile locale din 2024, consiliul local are următoarea componență pe partide politice:
|  | Partid                          | Consilieri | Componența Consiliului | Componența Consiliului | Componența Consiliului | Componența Consiliului | Componența Consiliului | Componența Consiliului | Componența Consiliului | Componența Consiliului | Componența Consiliului | Componența Consiliului | Componența Consiliului | Componența Consiliului | Componența Consiliului |
|  | ------------------------------- | ---------- | ---------------------- | ---------------------- | ---------------------- | ---------------------- | ---------------------- | ---------------------- | ---------------------- | ---------------------- | ---------------------- | ---------------------- | ---------------------- | ---------------------- | ---------------------- |
|  | Partidul Național Liberal       | 13         |                        |                        |                        |                        |                        |                        |                        |                        |                        |                        |                        |                        |                        |
|  | Partidul Social Democrat        | 3          |                        |                        |                        |                        |                        |                        |                        |                        |                        |                        |                        |                        |                        |
|  | Alianța pentru Unirea Românilor | 1          |                        |                        |                        |                        |                        |                        |                        |                        |                        |                        |                        |                        |                        |